# ビー・グリーン
株式会社 ビー・グリーン（英語：V-Green Co., Ltd.）は、日本の商社。食品の輸入販売事業を展開している。

## 概要
健康食品の販売を目的に設立された商社である。歌手のアグネス・チャンの夫により設立された。本社は、チャンの個人事務所「トマス・アンド・アグネス」と同じ敷地内に設置されており、両社ともチャンの夫が代表を務めている。チャンもビー・グリーンの取り扱い商品のイメージキャラクターに就任しており、ビー・グリーンの広告に登場するなど商品のアピールに努めている。
日本健康・栄養食品協会に加盟しており、同協会の正会員の資格を所持している。

## 商品
取り扱い商品としては、主として霊芝加工食品の「五色霊芝」が挙げられる。香港に本社をもつビタ・グリーンヘルスプロダクツ社（維特健靈健康產品有限公司。略称ビタ・グリーン）の商品で、同社は中華人民共和国広西チワン族自治区にGMP認証を受けた製薬工場を2ヶ所有し、そこで霊芝からエキスを抽出した後、香港の鴨脷洲にあるGMP認証工場で打錠し、包装を行っている。香港ではアグネス・チャンではなく、ドゥードゥー・チェン、テレサ・モウがイメージキャラクターを勤めている。エーシーニールセン社の調査で、2002年から2009年の香港における霊芝商品売り上げ首位を維持している。香港では72粒入りがHK$538（約6,500円）で販売されている。
これについて、ビー・グリーンは「中国最古の健康書の中で上品として紹介された六種類すべての霊芝を、世界で初めて配合することに成功」したと主張しており、「ビタ・グリーン社の五色霊芝は、漢方の本場・香港の霊芝市場で70%以上のシェアを占める人気商品」だと謳っていた。また、原材料については、「霊芝の権威の指示により、人口栽培の霊芝を一切使わず、100%高級霊芝のみ使用」などと主張していた。さらに、ウェブサイト上に霊芝について詳細に解説するページを設けており、そこでは「中国科学研究所によると、百数十種ある霊芝の中で治療効果があるのは、6種類に限られるといいます。30年にもわたる研究の末、霊芝特有の成分である高分子多糖体がガンを抑制し、血糖を下げ、免疫力を増強、またトリテルペノイドという成分が肝機能を促進し、アレルギーにも効果を発揮することが明らかになっています」などと主張していた。
なお、香港のビタ・グリーンは、中国の大学や医療機関と共同で動物実験や臨床実験を行い、五色霊芝の効果に関する研究を行っている。例えば、中山大学とともに五色霊芝内服液をマウスに与えてCoγ放射線治療の副作用低減効果を調べた研究では、五色霊芝内服液を服用させたグループでは、対照グループに見られた脱毛や死亡がなく、脾臓リンパ球転化とインターロイキン-2分泌促進作用が認められ、白血球の減少も少なく、かつ回復も早かった。中山医科大学腫瘤医院と共同で行った臨床試験で、鼻咽頭癌の放射線治療を受けている患者72例を2組に分け、内1組に0.38g入り五色霊芝カプセルを日に2粒ずつ3回投与して、末梢血のリンパ球のトリチウムチミジン転化率、ナチュラルキラー細胞、白血球、赤血球、ヘモグロビンと口腔粘膜などを調べて対照したところ、トリチウムチミジン転化率に著しい差異がみられ、免疫機能向上に有効であることがわかった。また、五色霊芝カプセルを中高年者に90日間服用させ、血中のマロンジアルデヒド(MDA)、グルタチオン(GSH)などの量を服用しないグループと対照した研究では、有意差がみられ、特に60歳以上において差が大きく、抗酸化、老化防止の効果があることがわかった。

## 論争
取り扱い商品に対する批判
2010年8月、ビー・グリーンと同一の敷地内に所在し、なおかつ、ビー・グリーンの代表取締役が経営する芸能事務所「トマス・アンド・アグネス」が、インターネット上にて霊芝エキスの粒「五色霊芝」を「目を治し、肝臓の機能を補い、心を落ち着かせ、寛容な心のも持ち主にする」と謳って販売していたことが発覚した。この事態に対して、早稲田大学名誉教授の大槻義彦が「霊芝は、食用に適さず、摂取によっては副作用があると専門家が警告しています」と強く批判した。また、厚生労働省監視指導・麻薬対策課も食品に対して薬効を謳うことは薬事法に抵触するとの見解を示したと報道されたことから、ビー・グリーン代表取締役の展開するビジネスが大きな騒動となった。
ビー・グリーン代表取締役の反論
これらの批判に対して、トマス・アンド・アグネス代表を兼任するビー・グリーン代表取締役はコメントを発表し「トラブルは一度もありません」と主張したうえ、「五色霊芝」は医学者であるチャンの姉らが開発した商品だと説明した。また、値段も適正価格であり、「変なものではありません」と説明した。ただ、誤解を招くことを回避するため、トマス・アンド・アグネスのサイト上から問題ある表現を削除するとの考えを明らかにした。ビー・グリーン代表取締役の対応について、大槻は「すばやい対応を示して、商品を撤去したという。そのこと自体はいいことで評価できる」と述べた。
アグネス・チャンの主張
これらの騒動前後から相次いでいた批判に対し、チャンは「薬事法抵触の事も全く知らなかった」と反論した。さらに、チャンは「誤解を与え、ファンの皆さんに心配をさせて本当に悔しい」などと主張したため、大槻が「『誤解を与えた』などということは大嘘」と厳しく批判する事態となり、さらに騒動が大きく広がった。
騒動後の対応
インターネット上のサイトを閉鎖し、「五色霊芝」の薬店への卸売りも中止した。